# Arthur Berry
Pour l’article homonyme, voir Arthur Berry (dramaturge).
Arthur Berry (né le 3 janvier 1888 à Liverpool dans le Merseyside, et mort le 10 mars 1953) est un joueur de football international anglais, qui évoluait au poste d'attaquant, avant de devenir dirigeant de football.

## Biographie

### Carrière en sélection
Avec l'équipe d'Angleterre, il joue un match (pour aucun but inscrit) en 1909. Il figure notamment dans le groupe des sélectionnés lors des Jeux olympiques de 1908 et de 1912, et ce avec l'équipe de Grande-Bretagne olympique.

## Palmarès
| Wrexham - Coupe du pays de Galles (1) : - Vainqueur : 1913-14. |  | Grande-Bretagne olympique - Jeux olympiques (2) : - Or : 1908 et 1912. |